# Sněžné (kraj hradecki)
Sněžné – gmina w Czechach, w powiecie Rychnov nad Kněžnou, w kraju hradeckim.
1 stycznia 2017 gminę zamieszkiwało 139 osób, a ich średni wiek wynosił 43,0 roku.